# Puchar Pierwogo Kanału w piłce nożnej
Puchar Pierwogo Kanału w piłce nożnej (ros. Кубок «Первого канала», Kubok Pierwogo Kanału)— piłkarski komercyjny turniej międzynarodowy, organizowany przez Pierwyj kanał i Funduszem Romana Abramowicza "Narodowa akademia piłki nożnej". Turniej rozgrywany jest podczas przerwy zimowej w Izraelu od lutego 2006. W pierwszym turnieju uczestniczyli najlepsze kluby Rosji i Ukrainy, a od 2007 do nich dołączyły kluby innych państw (Izrael, Serbia).

## Turnieje

### 2006
Turniej odbył się w dniach od 5 do 9 lutego 2006. W pierwszym turnieju uczestniczyli najlepsze kluby Rosji (CSKA Moskwa i Spartak Moskwa) oraz Ukrainy (Dynamo Kijów, Szachtar Donieck). Zwyciężył Szachtar Donieck, który wygrał 2 mecze z moskiewskimi klubami.

### 2007
Turniej odbył się w dniach od 24 stycznia do 1 lutego 2007. W turnieju znowu uczestniczyli najlepsze kluby Rosji oraz Ukrainy, do których dołączyli 2 najlepsze izraelskie kluby Drużyny zostały podzielone na 2 grupy.
- 1 grupa:
  - Spartak Moskwa
  - Dynamo Kijów
  - Maccabi Hajfa
- 2 grupa:
  - CSKA Moskwa
  - Szachtar Donieck
  - Hapoel Tel Awiw

W meczu finałowym CSKA Moskwa pokonał Spartak Moskwa po dogrywce 3:2 (2:2).

### 2008
Turniej odbył się w dniach od 23 do 31 stycznia 2008. W turnieju uczestniczyli kluby, podzielone na 2 grupy:
- 1 grupa:
  - Szachtar Donieck
  - Beitar Jerozolima
  - CSKA Moskwa
- 2 grupa:
  - Dynamo Kijów
  - Spartak Moskwa
  - FK Crvena zvezda Belgrad

W meczu finałowym Dynamo Kijów pokonał Szachtar Donieck w karnych (3:2). Podstawowy i dodatkowy czas zakończył się wynikiem 2:2.

### 2009
Turniej został odwołany. Udział miały wziąć 4 drużyny ukraińskie, 3 rosyjskie i 1 uzbecka.
Organizatorzy chcieli podzielić na 2 grupy, 8 zespołów.
- 1 grupa:
  - CSKA Moskwa
  - Krylja Sowietow Samara
  - Dynamo Kijów
  - Metalist Charków
- 2 grupa:
  - Szachtar Donieck
  - Bunyodkor
  - Dnipro Dniepropetrowsk
  - Zenit Petersburg

## Zwycięzcy Pucharu Pierwogo Kanału
- 2006 — Szachtar Donieck
- 2007 — CSKA Moskwa
- 2008 — Dynamo Kijów
- 2009 - rozgrywki odwołano

## Najlepsi piłkarze Pucharu Pierwogo Kanału
Oficjalna wersja magazynu "PROsport".
- 2006 — Jo (CSKA Moskwa)
- 2007 — Roman Pawluczenko Spartak Moskwa)
- 2008 — Serhij Rebrow (Dynamo Kijów)
- 2009 - rozgrywki odwołano